# Pierrot (commedia dell'arte)

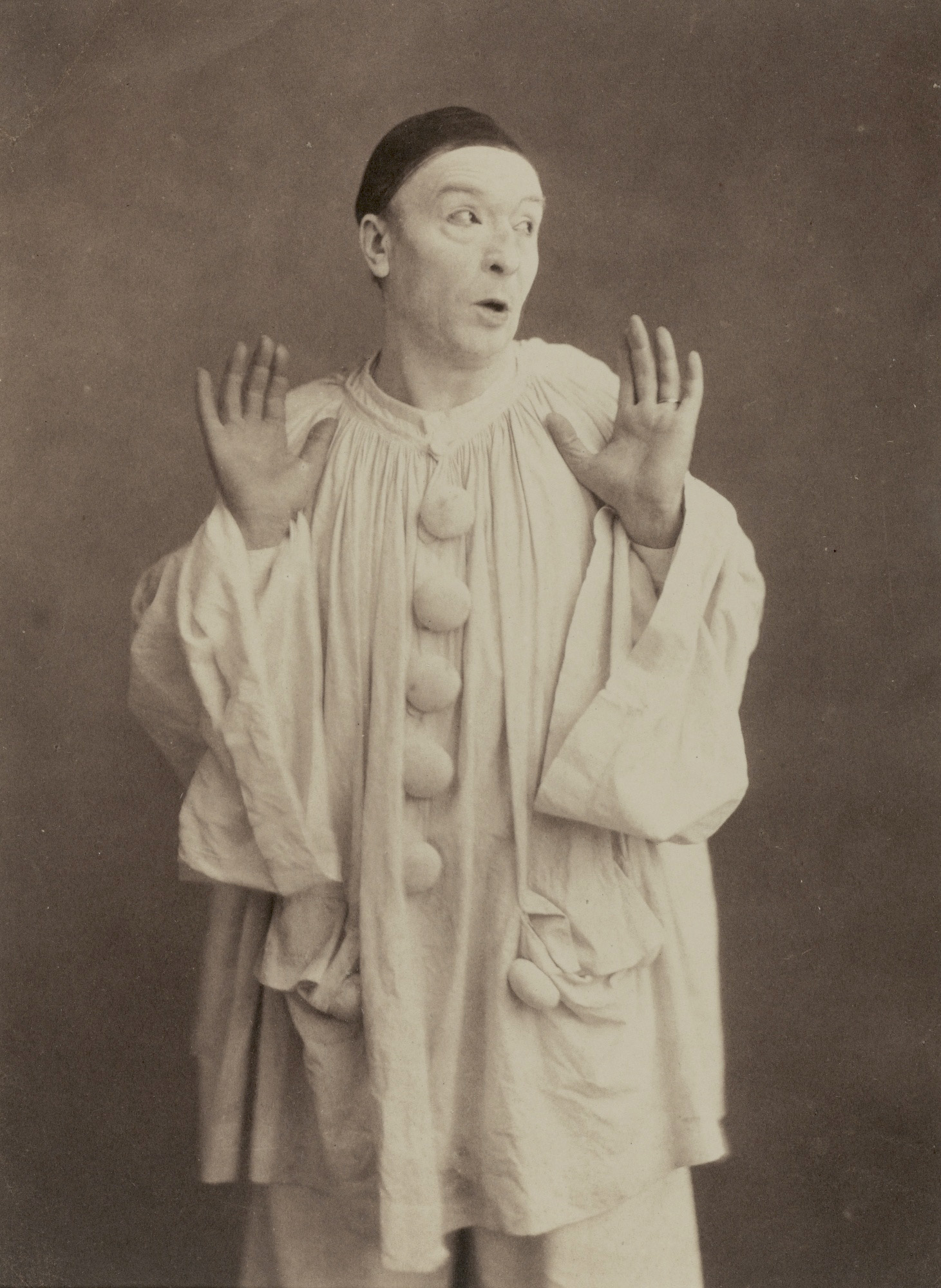
Paul Legrand en Pierrot en 1855. Photographie de Nadar.

Pour les articles homonymes, voir Pierrot.
Pierrot (en français : [pjɛʁo] ) est un personnage type de la pantomime et de la commedia dell'arte dont les origines remontent à la fin du XVIIe siècle au Théâtre italien de Paris.
Au théâtre et dans la culture populaire contemporaine, le personnage de Pierrot est celui d'un clown triste épris de Colombine qui lui préfère Arlequin. Sans masque, le visage enfariné, il est vêtu de larges vêtements blancs à gros boutons. Il porte parfois une fraise et un chapeau, plus rarement un bonnet d'âne, mais depuis son interprétation par Jean-Gaspard Deburau, il est généralement coiffé d'une calotte noire. Pierrot est défini par sa naïveté : il est candide et badin mais digne de confiance.

## XVIIesiècle
Il est parfois dit que Pierrot est une variante française de l'italien Pedrolino, mais les deux personnages n'ont en commun que le nom (« petit Pierre ») et la situation sociale. Les deux personnages ont une visée comique, mais Pedrolino est considéré comme un zanni de premier rang, qui agit avec ruse et courage et qui est un moteur de l'action du scénario dans lequel il apparaît, tandis que Pierrot est un zanni de second rang qui « se tient dans la périphérie de l'action ».
Domenico Biancolelli, premier Arlequin de la Comédie-Italienne, écrit que Pierrot est plutôt une réinterprétation du personnage de Polichinelle :

« La nature de ce rôle est celle d'un Polichinelle napolitain revisité. En effet, les scénarios napolitains, à la place d'Arlequin et Scapin, présentent deux Polichinelles : le premier est coquin et intrigant et le deuxième est naïf et stupide. Pierrot tient le rôle de celui-ci. »

La première apparition claire de Pierrot dans le théâtre français se trouve dans la pièce de Molière Dom Juan ou le Festin de Pierre, où il est présenté comme un paysan. En 1673, à la suite du succès de la pièce de Molière, le Théâtre italien de Paris présente une nouvelle version de leur pièce Il Convitato di pietra (« L'Invité de pierre ») avec le personnage de Pierrot. Parfois paysan mais surtout zanni, il sera joué par Giuseppe Giaratone jusqu'à la dissolution de la troupe par décret royal en 1697.
La personnalité distincte de Pierrot est mise en lumière par les dramaturges français comme Jean de Palaprat, Claude-Ignace Brugière de Barante, Antoine Houdar de la Motte et Jean-François Regnard. Il paraît alors comme une anomalie auprès des créatures sociales qui l'entourent. Sa voix solitaire et son isolement, bien que comique, portent le pathos.

## XVIIIesiècle

### France
En 1716, sur l'ordre du Régent Philippe d'Orléans, une nouvelle compagnie italienne est appelée à Paris et Pierrot est de nouveau incarné, cette fois-ci par Pierre-François Biancolelli, puis par Fabio Sticotti et Antoine Jean Sticotti. Toutefois, l'importance de son personnage semble être survolée de par son absence dans la plupart des nouvelles pièces de théâtre.

Durant le XVIIIe siècle, Pierrot est surtout utilisé au Théâtre de la foire dans les spectacles de marionnettes et de divertissement populaire pour assurer le monopole de la Comédie-Française sur les tragédies dans les théâtres parisiens. Ses répliques ont peu d'importance, comme lors de « pièces à la muette », ou sont récitées par le public pendant les « pièces à l'écriteau ». Par conséquent, ce Pierrot est dénué des nuances qu'il a su acquérir lors du XVIIe siècle, même lors des dramaturges comme Alain-René Lesage, Jacques-Philippe d'Orneval ou Louis Fuzelier commencent à écrire des pièces de foire sophistiquées.

« Lesage assigne à Pierrot les rôles les plus divers et parfois les plus opposés à sa personnalité. En le faisant valet, spécialiste de la rôtisserie, chef cuisinier, cantinier de gargote, aventurier, il le change en quelqu'un d'autre. (...) Dans tous ses rôles, le personnage est plutôt peu défini. » — Vincent Barberet.

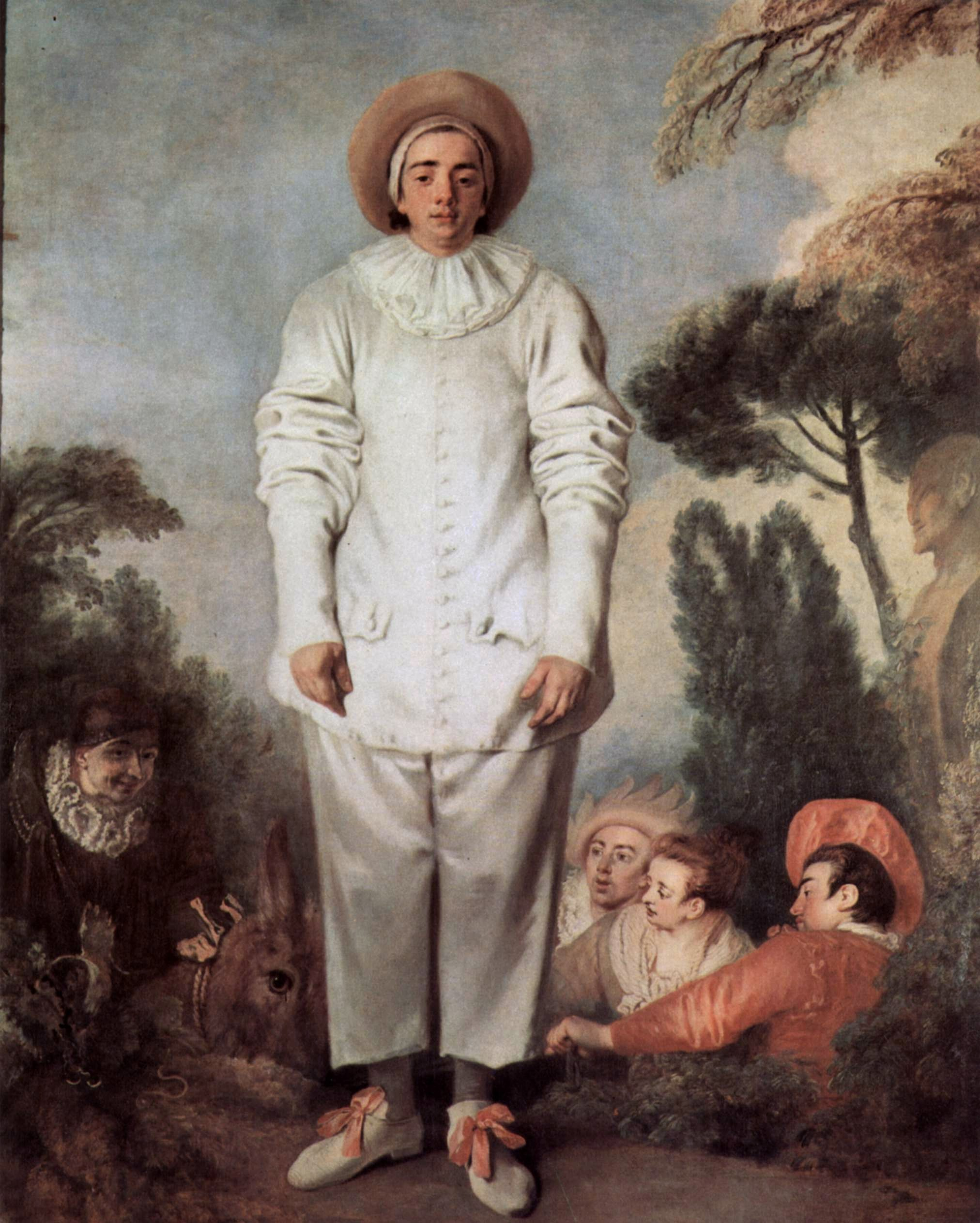
Pierrot, dit autrefois Gilles, Antoine Watteau, 1718. Huile sur toile, 184,5 × 149,5 cm, musée du Louvre, Paris.

La généralisation du personnage de Pierrot s'opère également par la diversité de ses interprètes : de nombreux acteurs, mais également des acrobates et des danseurs, accaparent le rôle, qui se mélange rapidement, de par ses manières et son costume, avec le personnage de Gille (voir le tableau d'Antoine Watteau ci-contre).
Dans les années 1720, Pierrot retrouve un intérêt dans le théâtre avec la publication du volume final des Mille et Une Nuits d'Antoine Galland en 1717. Les dramaturges de l'époque trouvent de l'inspiration dans ces histoires exotiques : ainsi, en 1728, Pierrot apparaît dans la pièce Achmet et Almanzine de Lesage et d'Orneval comme le confident du grand-vizir. Il est également exploité dans les pièces d'Alexis Piron comme L'Antre de Trophonius ou L'Âne d'or d'Apulée,.
Jean-Baptiste Hamoche, comédien au Théâtre de la foire de 1712 à 1718, reprend le rôle de Pierrot de 1721 à 1732, où il « obtint, grâce au naturel et à la vérité de son jeu, de nombreux applaudissements et devint l'acteur favori du public ». Mais le triomphe de Pierrot n'est que de courte durée : « Le départ en retraite de Hamoche en 1733 est fatale à Pierrot. Après cette date, il n'apparaît plus que dans les anciennes pièces. »

Toutefois, alors qu'il semble s'éclipser au théâtre, Pierrot trouve une nouvelle dimension dans d'autres formes d'art. Comme ses camarades de la commedia dell'arte, il devient non seulement le sujet de chansons populaires (Au clair de la lune), mais aussi des tableaux de Claude Gillot, Antoine Watteau, Nicolas Lancret, Jean-Baptiste Oudry, Philippe Mercier et Jean-Honoré Fragonard.

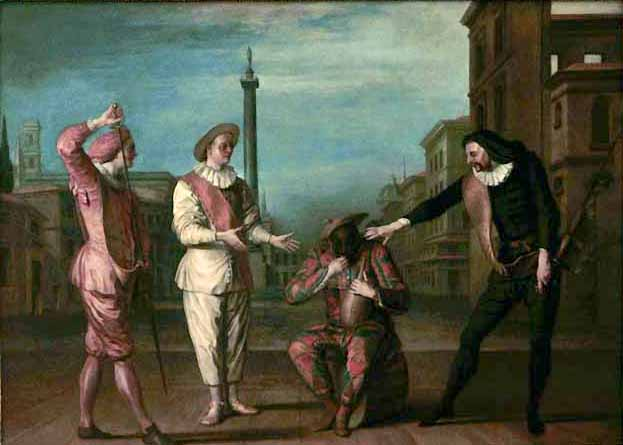
Le tombeau de Maître André, Claude Gillot, 1716–1717. Huile sur toile, 100 × 139 cm, musée du Louvre, Paris.
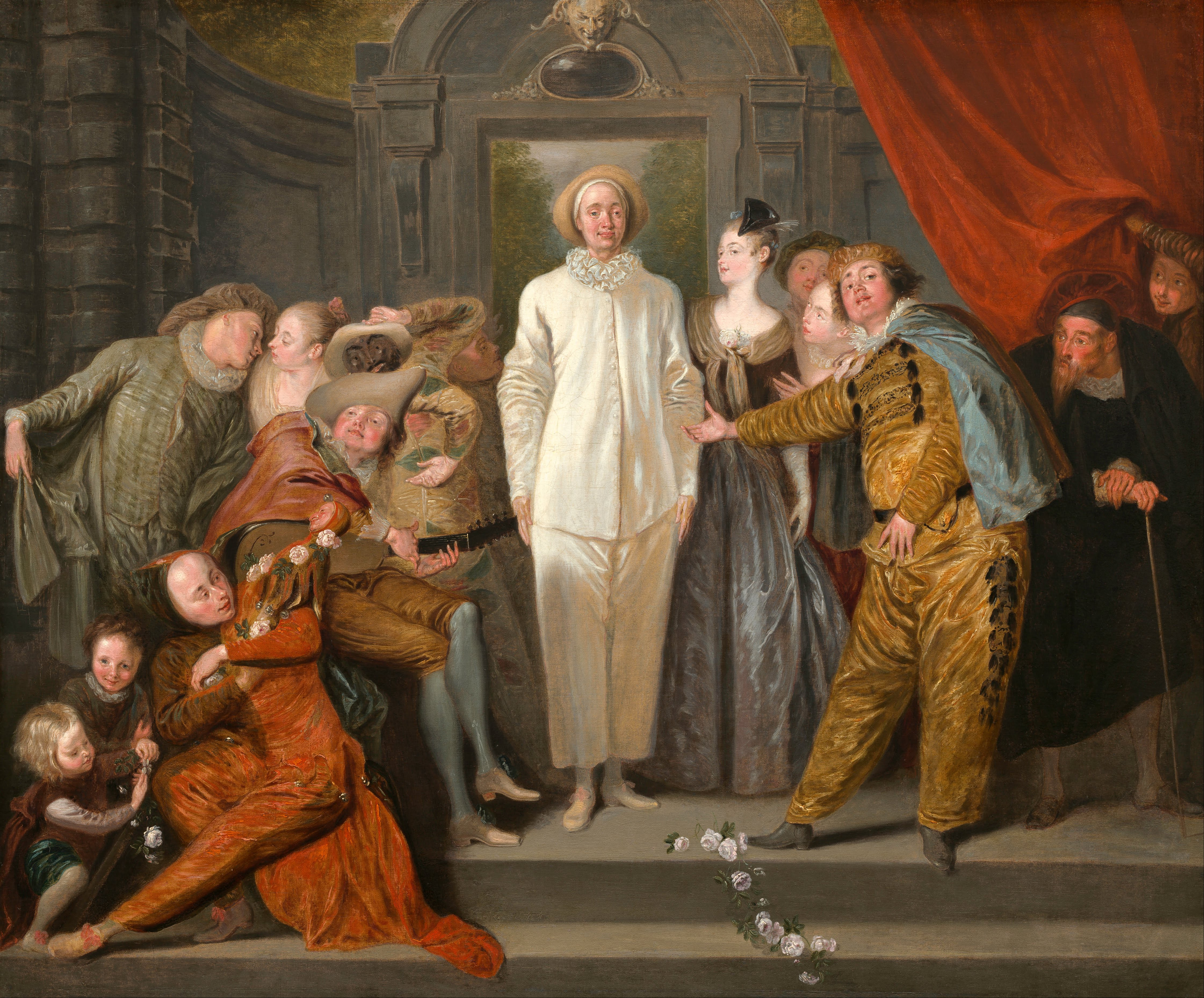
Les Comédiens italiens, Antoine Watteau, 1720. Huile sur toile, 63,8 × 76,2 cm, National Gallery of Art, Washington.
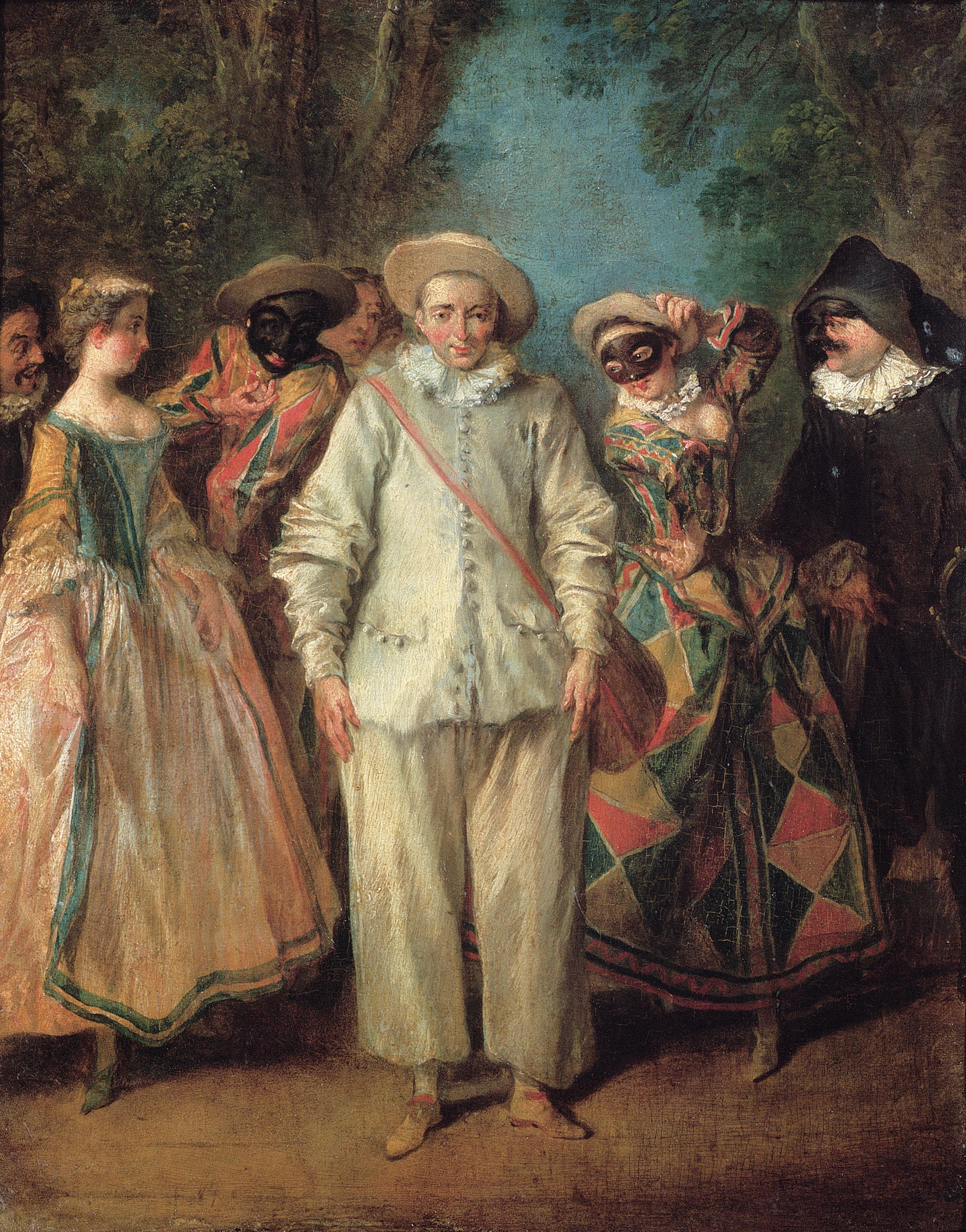
Les acteurs de la Comédie italienne, Nicolas Lancret, 1716–1736. Huile sur toile, 260 × 220 cm, musée du Louvre, Paris.
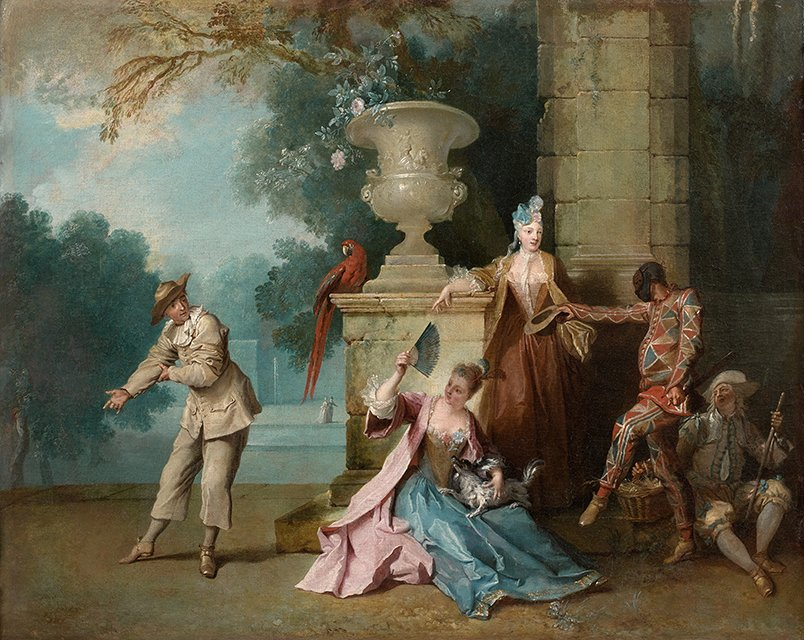
Comédiens italiens dans un jardin, Jean-Baptiste Oudry, 1725. Huile sur toile, 65,5 × 83 cm, musée des Beaux-arts de Bordeaux.
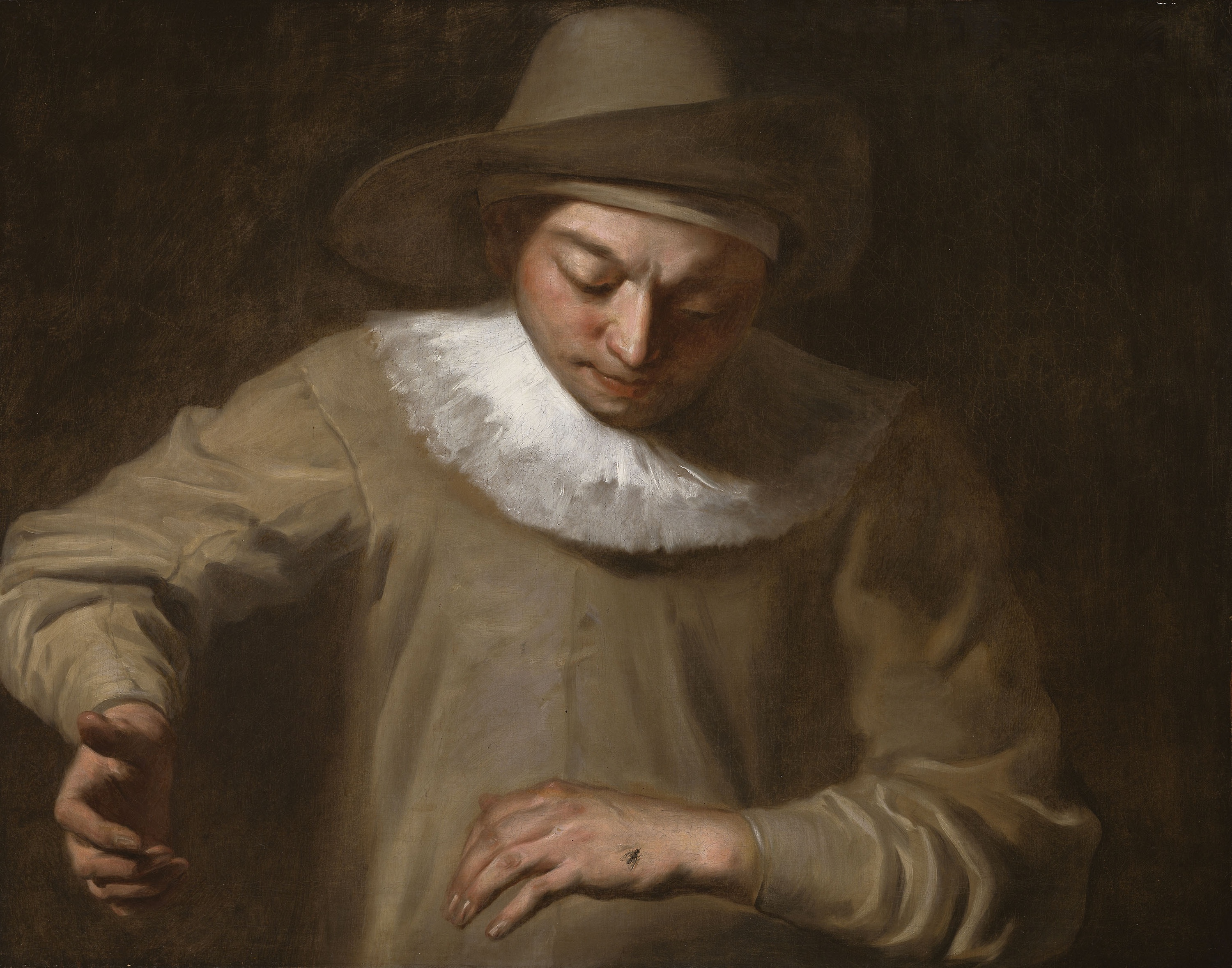
Pierrot attrape une mouche, Philippe Mercier, 1740–1750. Huile sur toile, 58,6 × 74 cm, Art Institute of Chicago.
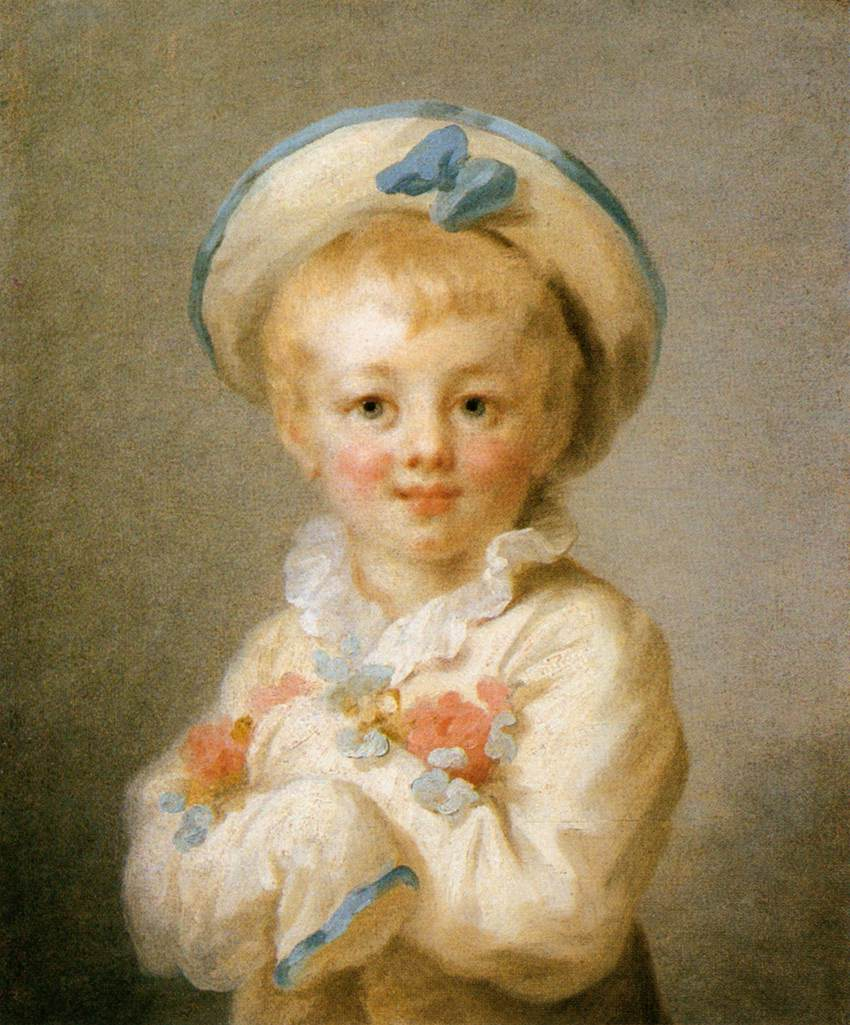
L'Enfant en Pierrot, Jean-Honoré Fragonard, 1776–1780. Huile sur toile, 60 x 50 cm, Wallace Collection, Londres.

## XIXesiècle

### Théâtre des Funambules

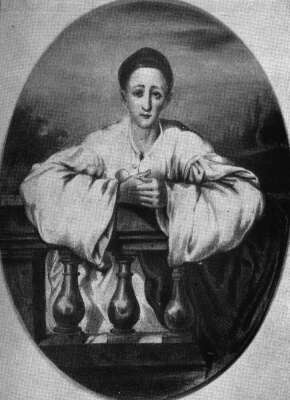
Jean-Gaspard Deburau, Auguste Bouquet, c. 1845. Lithographie.

En 1762, après l'incendie de la Foire Saint-Germain, la Comédie-Italienne, connue à l'époque sous le nom d'Opéra-Comique, commence à ouvrir de petits théâtres sur le boulevard du Temple, dont le théâtre des Funambules qui ne présente que des mimes et des acrobates.

En 1816, Jean-Gaspard Deburau s'y produit et devient le Pierrot le plus célèbre de l'histoire du théâtre, immortalisé par Jean-Louis Barrault dans le film de Marcel Carné Les Enfants du paradis. Il devient le seul acteur du théâtre des Funambules à se produire en tant que Pierrot dans plusieurs sortes de pantomimes comiques. Selon Louis Péricaud, chroniqueur du théâtre, « la placidité que Baptiste Duburau apportait dans ses rôles de Pierrot formait un contraste énorme avec l'exubérance, la surabondance de gestes, de sauts, qu'y avait déployées ses prédécesseurs ». L'acteur se démarque notamment dans les années 1820 en se détachant totalement de l'image tôtive de Pierrot :
« Si nous passions aux qualités intellectuelles nécessaires à un Pierrot [...] et qui a réalisé une fois par Deburau [...] : le sang-froid imperturbable, la niaiserie fine et la finesse niaise, la gourmandise effrontée et naïve, la poltronnerie fanfaronne, la crédulité sceptique, la servilité dédaigneuse, l'insouciance occupée, l'activité fainéante, et tous ces étonnants contrastes qu'il faut exprimer par un clignement d'œil, par un pli de la bouche, par un froncement de sourcil, par un geste fugitif. » — Théophile Gautier, 31 août 1846.
« Avec lui, le rôle de Pierrot s'était élargi, agrandi ; il avait fini par occuper toute la pièce, et cela, soit dit avec tout le respect qu'on doit à la mémoire du meilleur acteur qui ait jamais existé, par s'éloigner de son origine et de se dénaturer. Pierrot, sous la farine et la casaque de l'illustre Bohémien, prenait des airs de maître et un aplomb qui ne lui convenait pas ; il donnait des coups de pied et n'en recevait plus ; c'est à peine si Arlequin osait lui effleurer l'épaule de sa batte ; Cassandre y regardait à deux fois avant de le souffleter. » — Théophile Gautier, 25 janvier 1847.
Comme ces citations de Théophile Gautier le suggèrent, Deburau captive rapidement les écrivains romantiques et est célébré dans les critiques de Charles Nodier, dans l'article De l'essence du rire de Charles Baudelaire et dans la poésie de Théodore de Banville,,,.

### Shakespeare aux Funambules

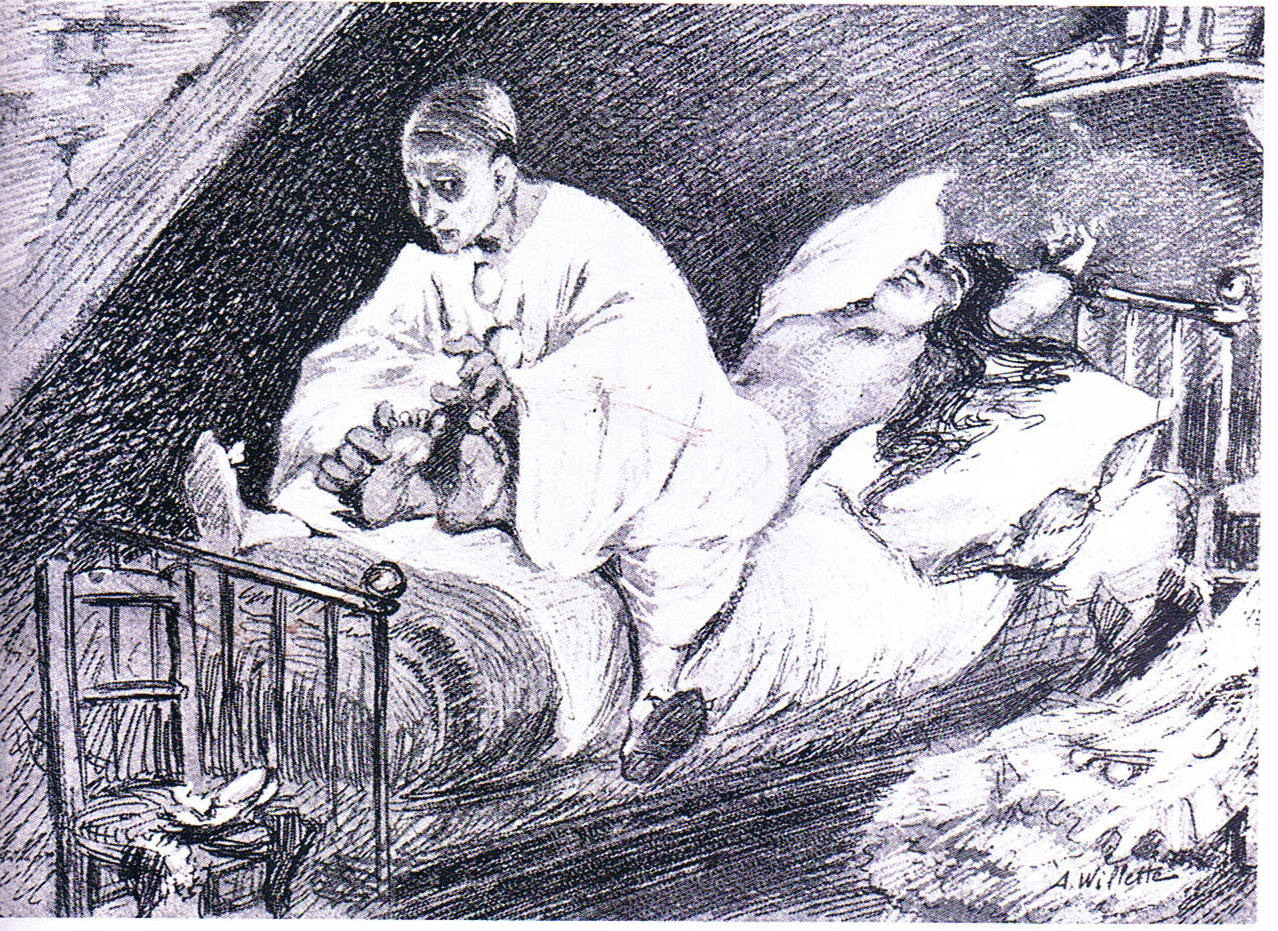
Pierrot chatouille Colombine à mort, Adolphe Willette dans Le Pierrot, 7 décembre 1888. Gravure d'après Pierrot, assassin de sa femme, Paul Margueritte, 1881.

En 1842, l'interprétation de Pierrot par Jean-Gaspard Deburau entre dans le domaine du mythe tragique, coïncidant avec les figures de l'art et de la littérature décadente, symboliste et moderniste. Ainsi, Théophile Gautier, la même année, publie une critique d'une pantomime qu'il aurait soi-disant vu aux Funambules. Intitulée Shakespeare aux Funambules, la pièce raconte l'histoire de Pierrot qui assassine un marchand d'habits pour lui voler une toilette afin de séduire une duchesse, puis est embroché à son tour par sa propre épée pendant un duel avec le fantôme du marchand lors de son mariage : Pierrot, comme cela ne s'était jamais vu sur scène auparavant, meurt de sa blessure.
La pantomime présenté dans la critique de Théophile Gautier est une pure invention de l'auteur — bien qu'elle inspirera une véritable pantomime, intitulé Le Marrrchand d'Habits dans lequel Jean-Gaspard Deburau joua probablement — mais marque une période de transition pour le personnage de Pierrot, qui peut maintenant être comparé à de sérieuses figures de tragédies comme Dom Juan ou Macbeth : il peut être une victime de sa cruauté et de son audace.

La figure tragique de Pierrot inspirent évidemment les dramaturges (Pierrot, assassin de sa femme de Paul Margueritte en 1881 ; Pauvre Pierrot du mime Séverin en 1891, adapté en dessin animé par Émile Reynaud l'année suivante ; Chand d'habits, pantomime en quatre tableaux de Catulle Mendès en 1896) mais aussi les artistes atteints du mal de siècle romantique dans la peinture comme Jean-Léon Gérôme, Thomas Couture et Honoré Daumier ; l'illustration comme Gustave Courbet et Gustave Doré,,,.

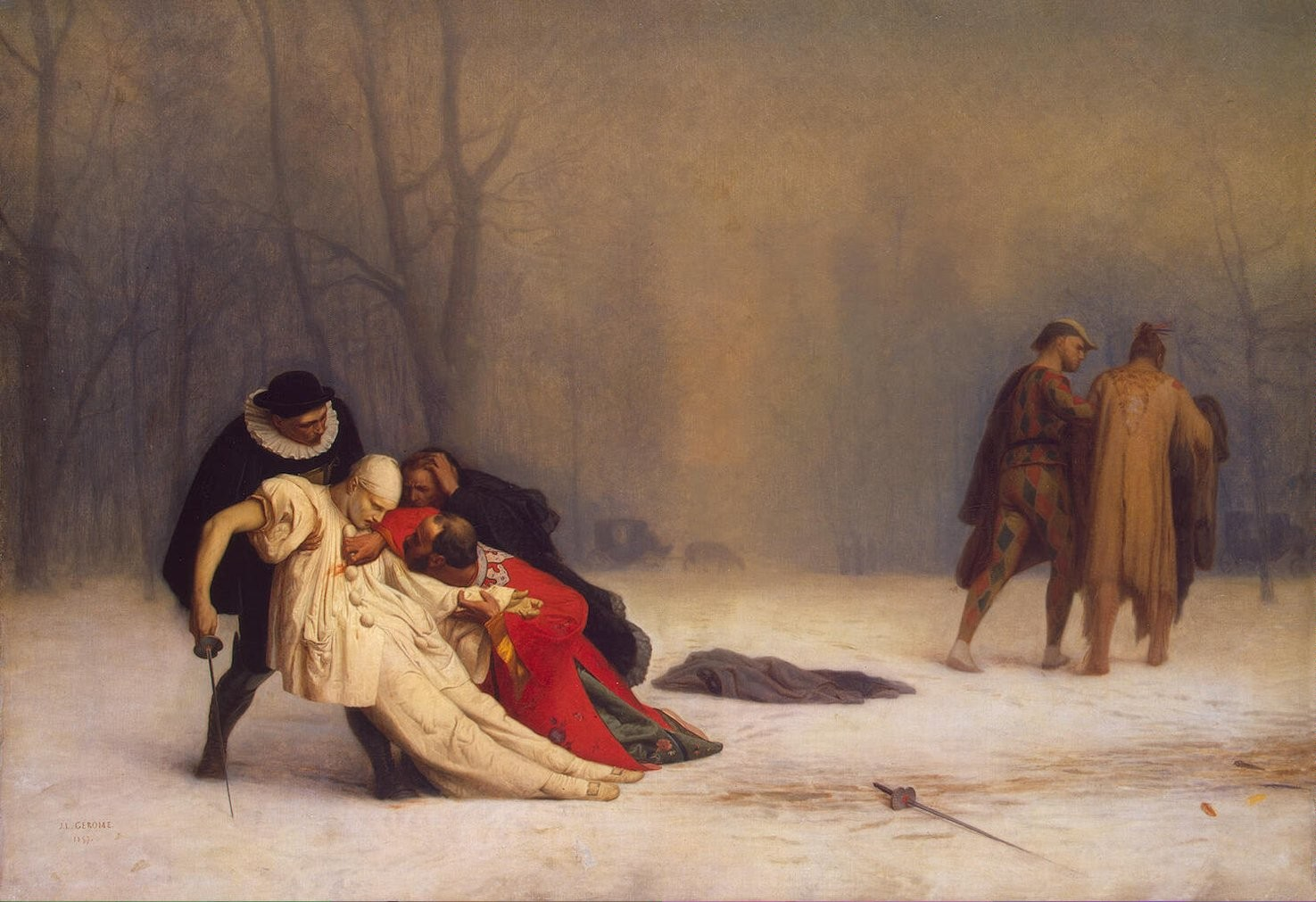
Suites d'un bal masqué, Jean-Léon Gérôme, 1857. Huile sur toile,  39,1 × 56,3 cm, Musée Condé, Chantilly.
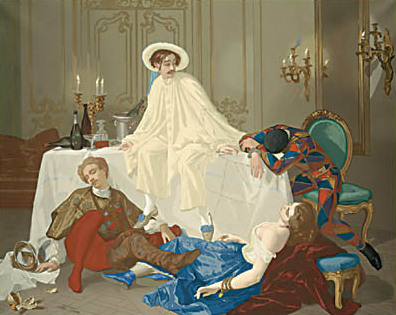
Le Souper après le bal masqué, Thomas Couture, c. 1855. Huile sur toile, 64 x 54 cm, Art Institute of Chicago.
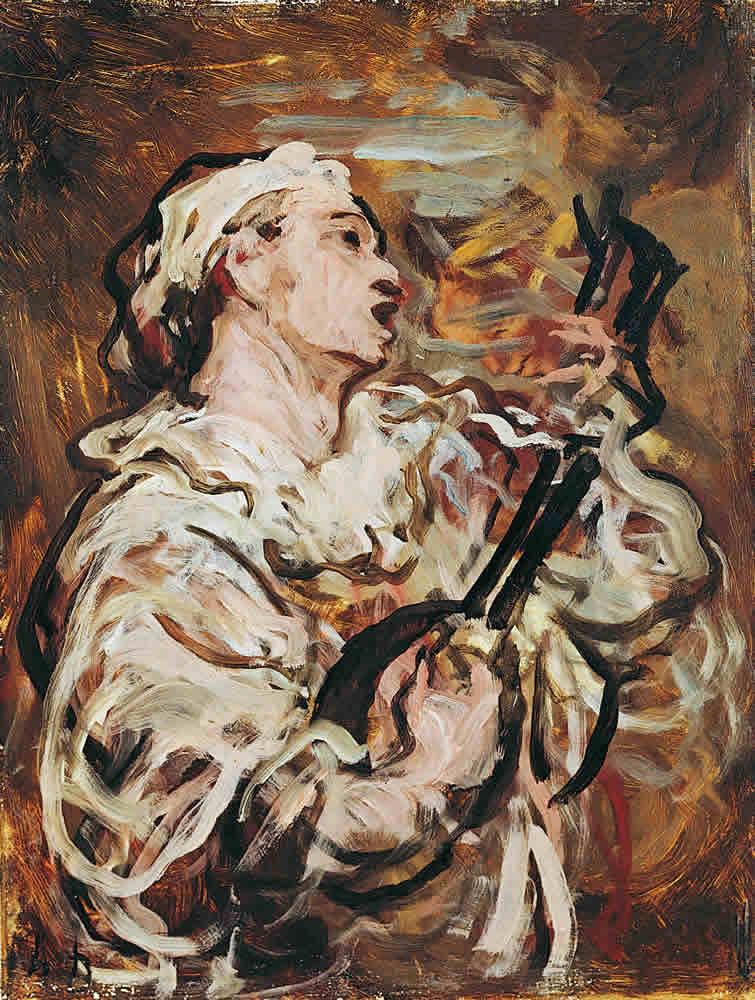
Pierrot à la mandoline, Honoré Daumier, c. 1873. Huile sur bois, 35 x 27 cm, Musée Oskar Reinhart, Winterthour.

### La pantomime après Jean-Gaspard Deburau
Après la mort de Jean-Gaspard Deburau en 1846, son fils, Jean-Charles « Charles » Deburau prend le rôle de Pierrot est salué pour son agilité à reprendre l'interprétation de son père :
« Le Duel de Pierrot est dans les conditions normales de la pantomime : Deburau s'y montre charmant. Ce que nous aimons en lui, c'est qu'il a gardé fidèlement la physionomie du type si bien moulé dans le plâtre par Deburau (...). Le fils rappelle le père, c'est bien permis, mais sans imitation servile. » — Théophile Gautier, 30 août 1858.
Le Pierrot le plus important de la seconde moitié du XIXe siècle est cependant Paul Legrand, qui fait sa première apparition au théâtre des Funambules en 1839 dans le rôle de Léandre avant de prendre le rôle de Pierrot en 1845 et de l'éloigner du funambulisme vers un réalisme plus sentimental, aidé par le journaliste et écrivain Champfleury, qui, dans les années 1840, se donne la tâche d'écrire « ce que Diderot avait fait pour la comédie, c'est-à-dire des pantomimes bourgeoises »,.

En 1853, Paul Legrand quitte le théâtre des Funambules, qui attire principalement la classe ouvrière, pour se représenter aux Folies-Nouvelles, qui attirent un public plus artistique mais aussi plus fermé à la pantomime et à l'expérimentation théâtrale. Même si son interprétation est reçue de manière mitigée par les critiques, il aura une influence conséquente sur les mimes suivants, notamment Louis Rouffe, Séverin Cafferra et Georges Wague.

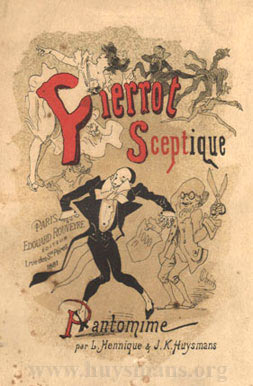
Affiche pour le spectacle Pierrot sceptique de Léon Hennique et de  Joris-Karl Huysmans, 1881.
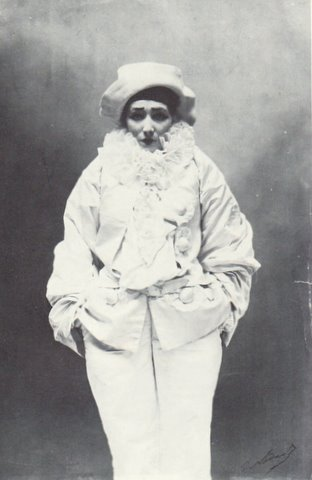
Sarah Bernhardt en Pierrot dans Pierrot assassin de Jean Richepin en 1883. Photographie de Nadar, Bibliothèque nationale de France, Paris.
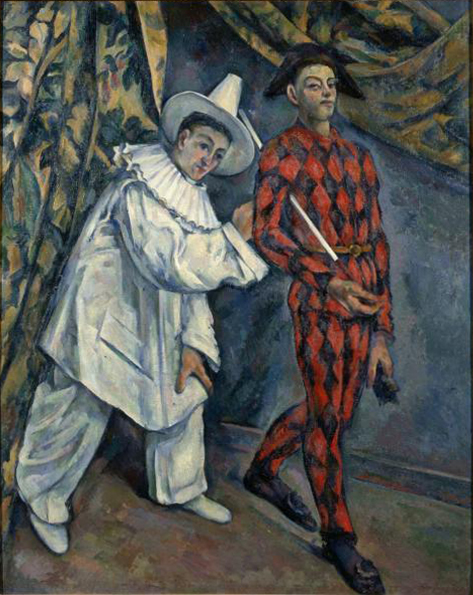
Mardi Gras, Paul Cézanne, 1888. Huile sur toile, 102 x 81 cm, musée des Beaux-Arts Pouchkine, Moscou.
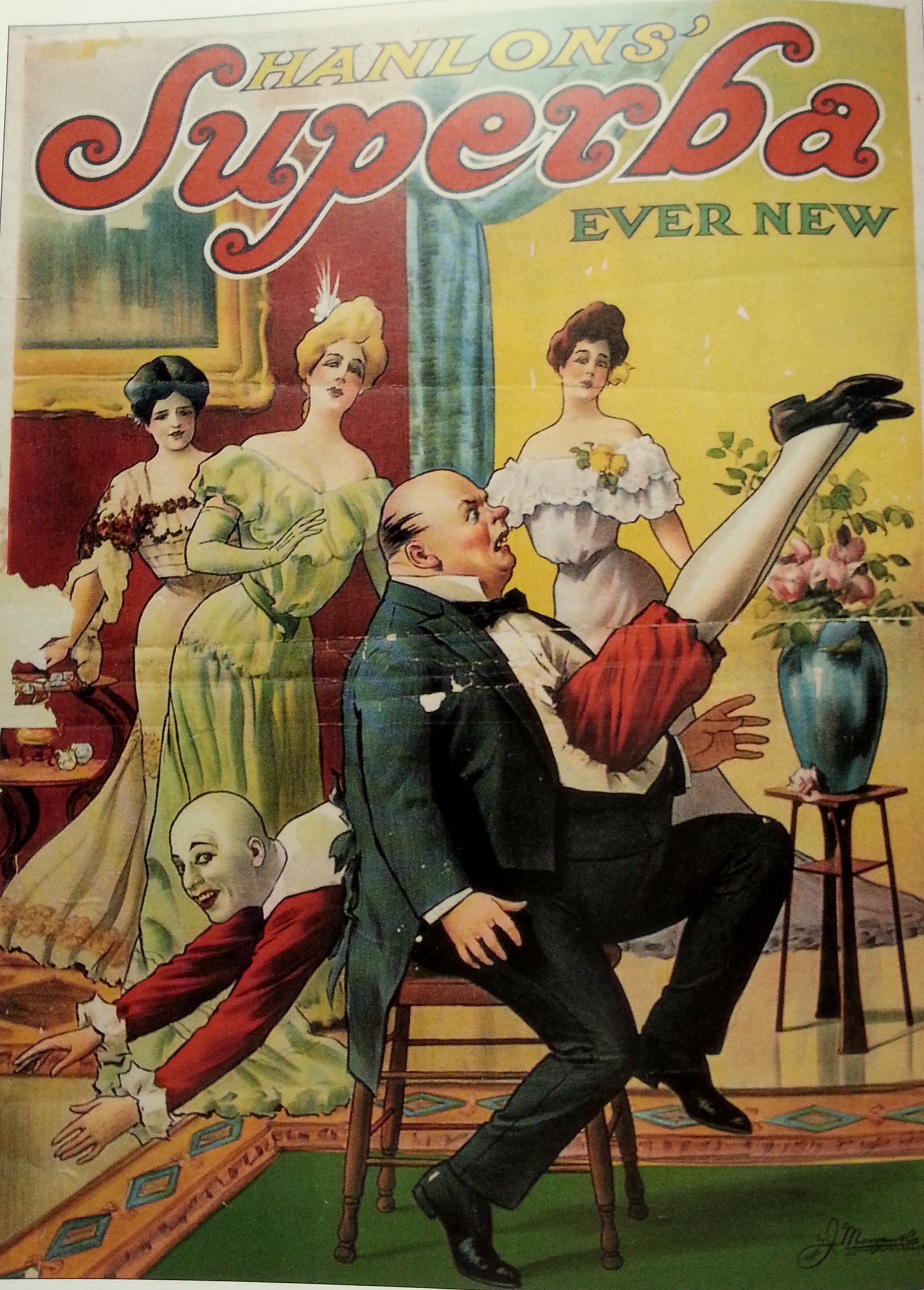
Affiche du spectacle Superba des frères Hanlon, c. 1890–1911. New York Public Library, Lincoln Center, New York.
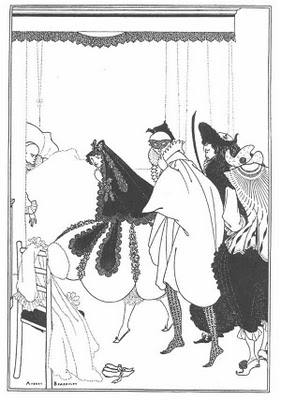
La Mort de Pierrot, Aubrey Beardsley dans The Savoy, août 1896.
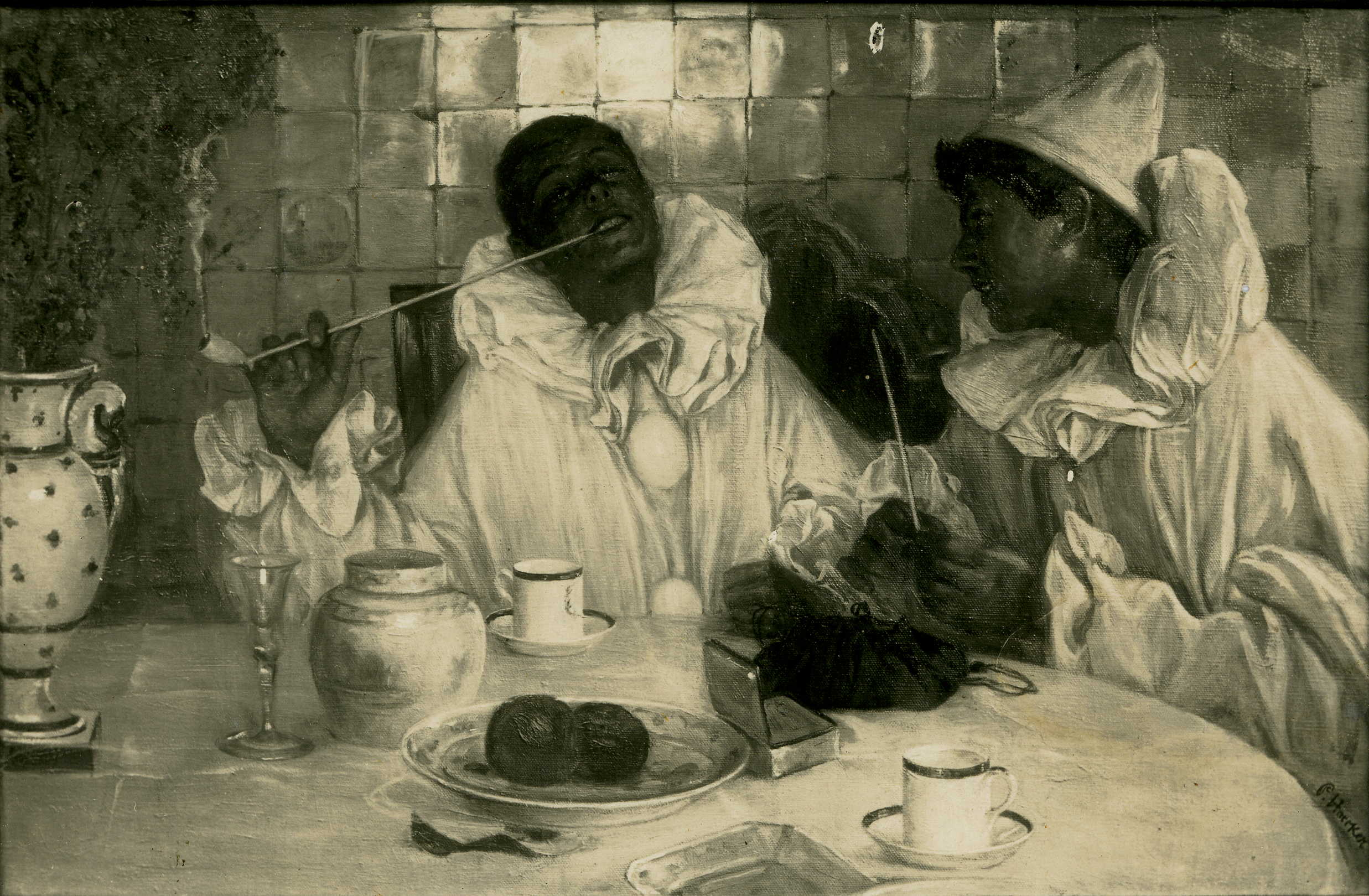
Pierrots aux pipes, Paul Hoecker, c. 1900.